# Podział administracyjny Gujany Francuskiej
Podział administracyjny Gujany Francuskiej tworzą 2 okręgi (arrondissements) i 22 gminy. 

## Okręg Kajenna
W skład okręgu Kajenna wchodzi 14 gmin:
- Camopi

- Kajenna
- Iracoubo
- Kourou
- Macouria
- Matoury
- Montsinéry-Tonnegrande
- Ouanary

- Régina
- Remire-Montjoly
- Roura
- Saint-Élie

- Saint-Georges
- Sinnamary

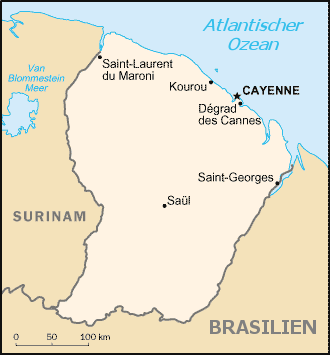
Mapa Gujany Francuskiej

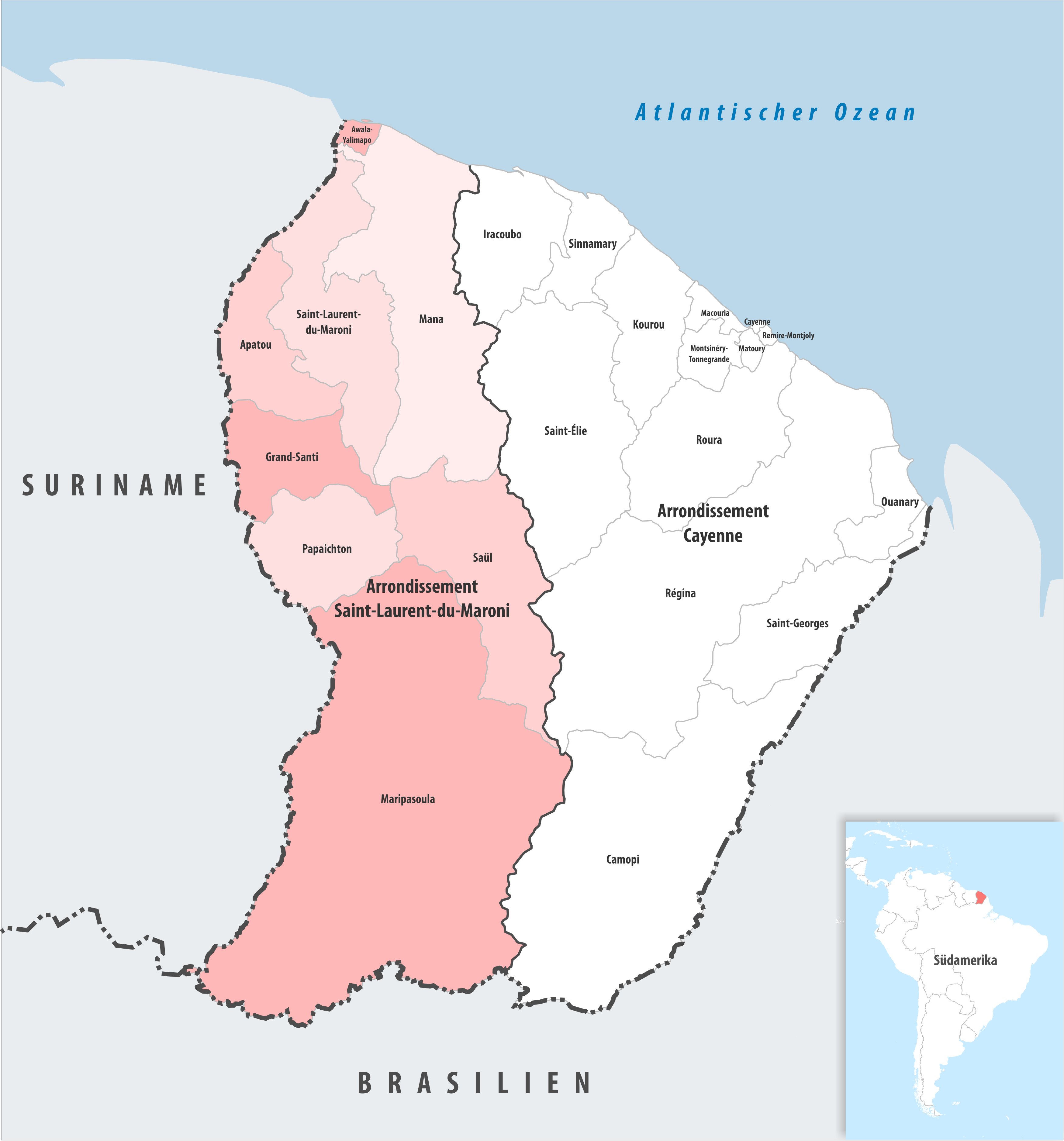
Okręg Saint-Laurent-du-Maroni (kolor różowy)

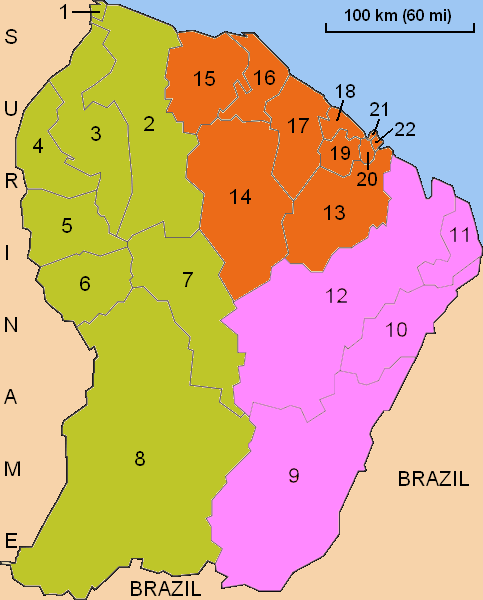
Podział administracyjny Gujany Francuskiej

Według danych z 1 stycznia 2019 roku okręg Kajenna zamieszkuje 178 155 osób.

## Okręg Saint-Laurent-du-Maroni
W skład okręgu Saint-Laurent-du-Maroni wchodzi 8 gmin:
- Apatou
- Awala-Yalimapo
- Grand-Santi
- Mana
- Maripasoula
- Papaichton
- Saint-Laurent-Du-Maroni
- Saül

Według danych z 1 stycznia 2019 roku okręg zamieszkuje 93 674 osób.